# Carcharhinus hemiodon
Carcharhinus hemiodon là một loài cá mập trong chi Carcharhinus.Đây là một loài rất hiếm, có thể đã tuyệt chủng. Loài cá mập này nhỏ màu xám và chắc nịch, không dài hơn 1 m (3,3 ft), và chúng có mõm khá dài, nhọn. Loài này có thể được xác định bởi hình dạng của răng hàm trên của nó, và bởi vây lưng đầu tiên có một chóp dài đằng sau.
Loài này đã không được tìm thấy kể từ năm 1979, nó trước đây được tìm thấy ở vùng biển gần bờ từ vịnh Oman đến New Zealand.